# Кэрью, Джордж, граф Тотнес
Джордж Кэрью, 1-й граф Тотнес (англ. George Carew, 1st Earl of Totnes; 29 мая 1555 — 27 марта 1629) — английский государственный и военный деятель, генерал-лейтенант артиллерии (1592—1608), генерал-майор артиллерии (1608—1629), 1-й барон Кэрью (1605—1629), 1-й граф Тотнес (1623—1629).
Известен как Сэр Джордж Кэрью с 1586 по 1605 год, и как Лорд Кэрью с 1605 по 1626 год. Служил при королеве Елизавете I во время завоевания Ирландии Тюдорами и был назначен президентом провинции Манстер (1600—1603).

## Происхождение
Сын доктора Джорджа Кэрью (1497/1498 — 1583), декана Виндзора, третьего сына сэра Эдмунда Кэрью, барона Кэрью из Мохунс-Оттери (Девоншир), и его жены Кэтрин Хаддсфилд, дочери и наследницы сэра Уильяма Хаддсфилда (? — 1499) из Шиллингфорд Сент-Джорджа в графстве Девон, генерального прокурора королей Эдуарда IV (1461—1483) и Генриха VII (1485—1509) George’s mother was Anne Harvey (d. 1605),. Матерью Джорджа была Энн Харви (? — 1605), дочь сэра Николаса Харви. Кэрью наследовал своему старшему брату сэру Питеру Кэрью (? — 1580), который был убит в Ирландии в 1580 году, и унаследовал фамильное поместье в Аптон-Хеллионсе, недалеко от Кредитона, Девон, который он позже продал одному из членов семьи Янг.

## Ранняя карьера
Он посещал Бродгейтс-Холл, Оксфорд, в 1564—1573 годах и получил степень магистром искусств в 1589 году. В 1574 году Кэрью поступил на королевскую службу в Ирландию под командованием своего двоюродного брата, скандального сэра Питера Кэрью (1514—1575), а в следующем году добровольно вступил в армию лорда-наместника Ирландии, сэра Генри Сидни. В 1576 году Джордж занял пост капитана гарнизона в Лейлине на несколько месяцев, во время отсутствия своего брата Питера, и был назначен вице-губернатором графства Карлоу и вице-констеблем замка Лейлин. В 1577 году он был награждён небольшой пенсией за мужественное и успешное нападение на мятежника Рори Ога О’Мура, чьи войска угрожали замку.

## Продвижение
В 1578 году Джордж Кэрью был назначен капитаном королевского флота и отправился в плавание с сэром Хемфри Гилбертом. В 1579—1580 годах он возглавлял полк ирландской пехоты, а затем полк кавалерии во время восстаний Балтингласа и Десмонда. После смерти брата Питера Кэрью в битве при Гленмалуре, от которой его удерживал дядя Жак Вингфилд, Джордж был назначен констеблем замка Лейлин. Вскоре после этого он собственноручно убил нескольких ирландцев, подозреваемых в убийстве его брата, и был осужден правительством.
Джордж Кэрью очень нравился королеве Елизавете Тюдор, её главному секретарю сэру Уильяму Сесилу и его сыну, будущему секретарю Роберту Сесилу. В 1582 году он был назначен офицером почётного эскорта королевы, а в 1583 году — верховным шерифом графства Карлоу. Он получил свое рыцарское звание в Крайст-Черче, Дублин, 24 февраля 1586 года от своего друга сэра Джона Перрота, недавно назначенного лорда-наместника. В том же году он был при королевском дворе, лоббируя правительственные дела в Ирландии. Он отказался от поста посла во Франции и вернулся в Ирландию в 1588 году, чтобы стать мастером артиллерии (должность, которую он оставил после назначения генерал-лейтенантом артиллерии в Англии в 1592 году) . Он присутствовал при том, как новый лорд-наместник Уильям Фицуильям разбирался с мятежниками из полков сэра Джона Норрейса в Дублине и был назначен в совет 25 августа 1590 года.
В мае 1596 года Джордж Кэрью принял участие в экспедиции в Кадис вместе с графом Эссексом, в 1597 году — в экспедиции на Азорские острова и в том же году — в третьей попытке вторжения Испанской Армады . Вскоре после того, как он был избран членом парламента от Квинсборо, в 1598 году он отправился во Францию на короткое время в качестве посла при дворе короля Генриха IV в компании секретаря Сесила. В марте 1599 года он был назначен военным казначеем графа Эссекса в Ирландии, а после его внезапного отъезда в сентябре того же года, оставив остров в беспорядке, Джордж Кэрью был назначен лордом-юстициарием.

## Президент Манстера
Джордж Кэрью был назначен президентом Манстера 27 января 1600 года, в разгар Девятилетней Войны, и через месяц высадился вместе с лордом Маунтжоем в Хаут-Хеде. Он обладал широкими полномочиями, включая введение военного положения, и преуспел в политике разделения властей. Он беседовал с преемником графа Кланкарти Флоренсом Маккарти весной того же года, после несправедливого нападения правительственных войск из Манстера на территории клана Маккарти до его прибытия. Он присутствовал в качестве гостя, когда графа Ормонда схватили О’Муров на переговорах в том же году ему удалось бежать вместе с графом Томондом под градом кинжалов. Примерно в это же время он подавил сторонников графа Десмонда, и в октябре законный наследник Десмонда, Джеймс Фицджеральд, был восстановлен в титуле в ограниченной степени. В августе Джордж Кэрью принял подкрепление в 3000 солдат из Англии, но в следующем мае был встревожен, когда лорд Маунтжой взял у него 1000 человек, чтобы пополнить королевскую армию в её северной кампании, в то время как угроза высадки испанцев на юге была самой высокой.
Несмотря на то, что он не доверял графу Эссексу, из-за его симпатии к Сесилам — в 1598 году Эссекс поощрял его отправку в Ирландию, чтобы устранить его влияние от двора — поддержка Джорджа Кэрью была приветствована лордом Маунтжоем (который обогнал своего собственного хозяина Эссекса). Сесил действительно добивался его отзыва с ирландской службы, как для собственных политических целей, так и из дружеских побуждений, и пытался заставить лорда Маунтджоя рекомендовать ему это. Но Джордж Кэрью остался и, хотя ему не удалось перехватить Хью Роэ О’Доннелла на замечательном марше мятежников на юг, чтобы освободить испанский корпус в Кинсейле зимой 1601 года, он оказал большую услугу до и после битвы при Кинсейле, совершая набеги на замки в окрестностях города, чтобы лишить испанцев того преимущества, на которое они рассчитывали при высадке. В ходе этой военной кампании он проявил большую жестокость по отношению к ирландскому населению, а осада замка Данбой, последнего крупного сражения в Манстере во время войны, была безжалостной.
Джордж Кэрью оказался непопулярным среди представителей старой английской элиты в Ирландии, особенно из-за его решительной оппозиции привилегиям, которыми пользовались муниципальные корпорации в соответствии с королевской хартией. После смерти королевы Елизаветы I Джордж Кэрью неожиданно столкнулся с серьёзными гражданскими беспорядками, когда несколько городов, находившихся под его юрисдикцией, отказались провозгласить нового короля Якова I Стюарта. Мотивы этих беспорядков неясны, но, вероятно, они сочетали в себе стремление к большей религиозной терпимости с требованием большего признания их гражданской независимости. Серьёзные беспорядки вспыхнули в Корке. Джордж Кэрью был вынужден послать войска, чтобы восстановить порядок, а позже безуспешно пытался добиться, чтобы отцов города Корка судили за измену. Его суровое отношение объясняется его личным интересом к этому делу, так как жизнь леди Кэрью, по слухам, была под угрозой во время беспорядков, и она была вынуждена укрыться в замке Шандон.

## Поздняя карьера
После порабощения Ирландии Джордж Кэрью попытался вернуться в Англию, но здоровье его пошатнулось, и на него навалились заботы о службе. Но только после отставки лорда Маунтджоя с поста лорда-лейтенанта ему было разрешено вернуться, после чего он был заменен на посту президента Манстера. При короле Якове I Стюарте Джордж пользовался длительной благосклонностью. В 1603 году он был назначен вице-камергером королевы. В 1604 году Кэрью был избран членом парламента от Гастингса в Палату общин Англии. Он был возведен в пэры как Барон Кэрью из Клоптона 4 июня 1605 года. В 1608 году он был мастером артиллерии.
В 1610 году Джордж Кэрью был назначен губернатором Гернси. Он посетил Ирландию, чтобы сообщить о перспективах поселения и колонизации Ольстера, и обнаружил быстрые улучшения и восстановление в стране. Он также предложил создать новые районы в северной провинции, чтобы обеспечить протестантское большинство в предстоящем парламенте, предложение, которое было успешно принято в 1613 году. В 1616 году он стал тайным советником. В 1618 году он умолял корону сохранить жизнь сэру Уолтеру Рэли — они были близки в течение 30 лет — и его жена была добрым другом семьи после казни Рэли.
После восшествия на престол Карла I Стюарта в 1626 году Джордж Кэрью стал казначеем его супруги, королевы Генриетты Марии Французской. Он был удостоен ещё большей чести, когда 5 февраля 1626 года стал графом Тотнесским.

## Сочинения
Джордж Кэрью имел солидную репутацию антиквара и был другом Уильяма Кэмдена, Джона Коттона и Томаса Бодли. Он собрал большую коллекцию материалов, касающихся ирландской истории и родословных, которые оставил своему секретарю сэру Томасу Стаффорду (предположительно его незаконнорожденному сыну). Часть из них исчезла, но 39 томов, которые попали во владение Лауда, теперь хранятся в библиотеке Ламбетского дворца, а ещё четыре — в Бодлианской библиотеке.

## Брак
В мае 1580 года Джордж Кэрью женился на Джойс Клоптон (? — 1637), дочери и наследнице Уильяма Клоптона (1538—1592) из Клоптон-хауса, близ Стратфорда-на-Эйвоне, графство Уорикшир. Брак был бездетным. Однако он оставил незаконнорожденного сына, сэра Томаса Стаффорда (ок. 1574—1655), придворного и члена парламента, который служил под началом Джорджа Кэрью в Манстере.

## Смерть и погребение
Джордж Кэрью умер 27 марта 1629 года в Савойском дворце в Лондоне, когда, не оставив потомства мужского пола, его титулы угасли. Он был похоронен в Клоптон-Чантри (основал сэр Хью Клоптон (ок. 1440—1496), лорд-мэр Лондона), в церкви Святой Троицы, Стратфорд-апон-Эйвоне. Его вдова Джойс вступила во владение Туикенхем-Медоуз в Мидлсексе, где и прожила остаток своей жизни.